# 저스트 어라운드 더 코너
저스트 어라운드 더 코너(Just Around The Corner)는 미국에서 제작된 어빙 커밍스 감독의 1938년 코미디, 뮤지컬 영화이다. 셜리 템플 등이 주연으로 출연하였고 대릴 F. 자눅 등이 제작에 참여하였다.

## 출연

### 주연
- 셜리 템플
- 조안 데이비스

### 조연
- 찰스 파렐
- 빌 로빈슨
- 버트 라르
- 프랭클린 팽본
- 코라 위더스푼
- 클로드 갤링워터

## 제작진
- 협력프로듀서: 데이빗 헴프스테드
- 미술: 버나드 헤즈브런
- 미술: 보리스 레벤
- 의상: 그웬 웨이크링